# Elizabeth Eddy
Elizabeth Hunt Eddy (* 13. September 1991) ist eine US-amerikanische Fußballspielerin, die seit der Saison 2023 beim Angel City FC in der National Women’s Soccer League unter Vertrag steht.

## Karriere

### Verein
Während ihres Studiums an der University of Southern California spielte Eddy von 2010 bis 2013 für die dortige Universitätsmannschaft der USC Trojans und lief parallel dazu bei der W-League-Franchise Pali Blues auf. Anfang 2014 wurde sie beim College-Draft der NWSL in der vierten Runde an Position 33 vom Sky Blue FC verpflichtet, verließ diesen jedoch noch vor Saisonbeginn wieder. In der Folge schloss sich Eddy den Los Angeles Blues an, entstanden aus einer Fusion der Frauenfußballteams Pali Blues und Los Angeles Strikers. Mit diesen gewann sie ihre zweite W-League-Meisterschaft in Folge. Zur Saison 2015 wechselte Eddy zur NWSL-Franchise der Western New York Flash, ihr Ligadebüt gab sie am 23. Mai 2015 gegen die Washington Spirit. Im zweiten Halbjahr 2015 spielte sie leihweise beim japanischen Erstligisten Okayama Yunogo Belle.

### Nationalmannschaft
Eddy nahm mit der US-amerikanischen U-17-Nationalmannschaft an der U-17-Weltmeisterschaft 2008 in Neuseeland teil und kam dort in vier Spielen zum Einsatz. In der Folge absolvierte sie bis ins Jahr 2010 fünf Spiele für die U-20-Nationalmannschaft.

## Erfolge
- 2013: Gewinn der W-League-Meisterschaft (Pali Blues)
- 2014: Gewinn der W-League-Meisterschaft (Los Angeles Blues)
- 2016: Gewinn der NWSL-Meisterschaft (Western New York Flash)
- 2018: Gewinn der NWSL-Meisterschaft (North Carolina Courage)